# Hermann Kirchhoff (Architekt)
Hermann Kirchhoff (* 2. März 1825 in Grimmen; † 18. Januar 1890 in Koblenz) war ein deutscher Architekt und Baubeamter.

## Leben und Werk
Hermann Kirchhoffs Vater war Rechtsanwalt und Bürgermeister von Grimmen. Bis 1842 besuchte er das Gymnasium in Köslin und machte anschließend bis 1846 eine Feldmesserlehre. Ab 1846 studierte er an der Bauakademie in Berlin und schloss 1849 mit der Bauführerprüfung ab. Es folgte von 1849 bis 1852 eine praktische Tätigkeit bei Meliorationsarbeiten im Nieder-Oderbruch. Von 1852 bis 1856 führte er in Berlin Privatbauten als Mitarbeiter bei Friedrich Hitzig aus. Von 1853 bis 1855 hatte er die Bauleitung beim Leuchtturm auf der Greifswalder Oie. Bis 1856 errichtete er Villen, Wohn- und Geschäftshäuser im Tiergartenbezirk in Berlin sowie Gebäude und eine Brücke auf Hildebrandts Grundstück. 1855 wurde er Mitglied im Architektenverein zu Berlin. 1857 legte er das Baumeisterexamen ab. Von Oktober 1857 bis Januar 1868 war er als Kreisbaumeister in seiner Heimatstadt Grimmen angestellt. 1868 wurde er Bauinspektor bei der Regierung in Marienwerder, im Januar 1870 Oberbauinspektor und im Januar 1873 Regierungs- und Baurat. 1882 wurde er zur Regierung in Koblenz versetzt, wo er 1889 zum Geheimen Baurat befördert wurde.